# Mekiza

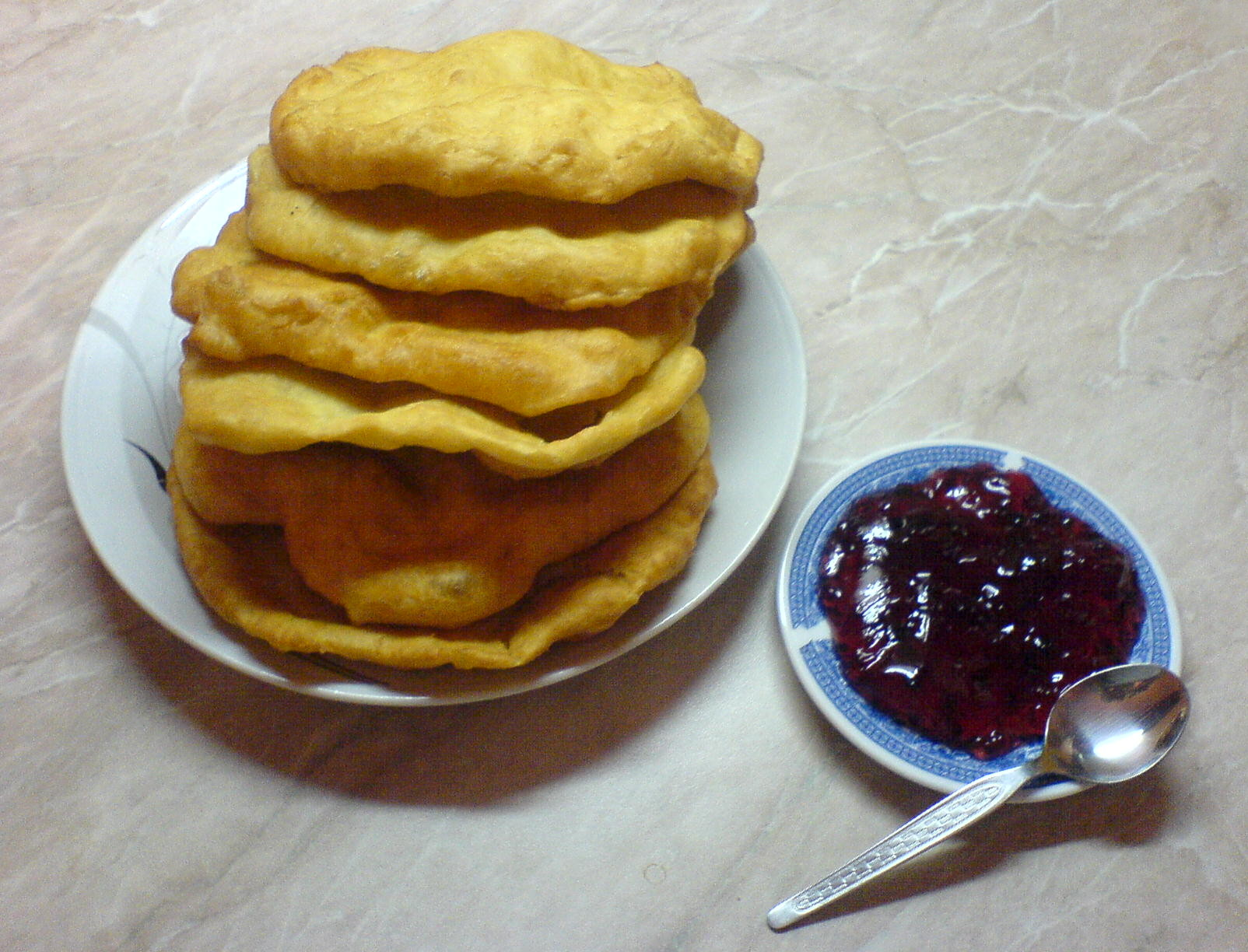
Mekizi und Marmelade

Mekiza (bulgarisch Мекица; meist im Plural: Мекици/Mekizi) ist ein traditionelles Teiggericht (oder Gebäck) der bulgarischen Küche, das auch in anderen Ländern des Balkans bekannt ist. Es handelt sich um eine Art ungefüllte Krapfen.
Vorzugsweise werden sie mit Puderzucker bestreut, seltener mit Konfitüre oder Honig gesüßt, manchmal auch mit bulgarischem Schafskäse (Bjalo Salamureno Sirene) bestreut. Mekizi werden gewöhnlich als kleiner Imbiss gegessen.
Der Teig aus Eiern, Milch oder Joghurt, Hefe oder Soda, Sonnenblumenöl, Salz und Zucker wird nach dem Anrühren eine Weile ruhen gelassen, damit er „aufgeht“. Danach werden kleine Teigstücke sehr dünn ausgerollt, meist zu runden Formen mit ca. 15 cm Durchmesser, und in reichlich Fett frittiert. Das Fett muss dabei sehr heiß sein, damit die Mekizi schwimmen und richtig aufgehen. Sie werden sehr kross frittiert. Da die rund ausgerollten Teigstücke abschließend meist mit den Fingern noch einmal geformt werden, sind sie in der Mitte etwas dünner. Beim Frittieren geht deshalb meist nur der Rand auf, während die Mitte besonders kross und dünn bleibt und manchmal sogar Löcher hat. Mekizi werden in Bulgarien auch oft im Straßenverkauf angeboten, sie werden warm und mit Bosa verzehrt.
Die verschiedenen existierenden Rezepturen unterscheiden sich hauptsächlich in der Menge und Art der Milch sowie dem „Aufgehen“. In Silistra wird der Teig mit Joghurt und Soda als Triebmittel angerührt und danach 30 Minuten gehen gelassen, in Ajtos mit Milch und Hefe. Wenn der Teig mit Hefe angesetzt wird, muss die Hefe zuerst mit etwas Wasser und Mehl zu einem Brei angerührt werden und dann im Warmen „gehen“. Gelegentlich wird auch Salzlakenkäse in den Teig gerührt.
Der Name „Mekiza“ leitet sich vom bulgarischen Wort für „weich“ ab (мек/mek) und bezieht sich auf die Textur der Speise. Die Endung „-iza“ ist ein slawisches Suffix bei weiblichen Substantiven.
Den Mekizi in der bulgarischen Küche entsprechen die Lángos in der ungarischen Küche, die jedoch auch ungesüßt, mit Soßen (Mayonnaise, Letscho u. ä.) serviert werden und reichlich mit Käse, sowie mit Knoblauch bestreut werden. Den Mekizi ähnlich sind die Knieküchle in der fränkischen Küche, die Schmalzkuchen in Norddeutschland und die Fasnachtskiechli in der Schweiz.